# Cicurina coahuila
Espèce
Cicurina coahuila est une espèce d'araignées aranéomorphes de la famille des Cicurinidae.

## Distribution
Cette espèce est endémique du Coahuila au Mexique,. Elle se rencontre à Acuña dans la grotte Cueva de los Lagos.

## Description
La femelle holotype mesure 3,8 mm.
La femelle décrite par Paquin et Dupérré en 2009 mesure 3,10 mm.
Cette araignée est anophtalme.

## Systématique et taxinomie
Cette espèce a été décrite par Gertsch en 1971.

## Étymologie
Son nom d'espèce lui a été donné en référence au lieu de sa découverte, le Coahuila.

## Publication originale
- Gertsch, 1971 : « A report on some Mexican cave spiders. » Association for Mexican Cave Studies Bulletin, vol. 4, p. 47-111 (texte intégral).